# タンプル塔

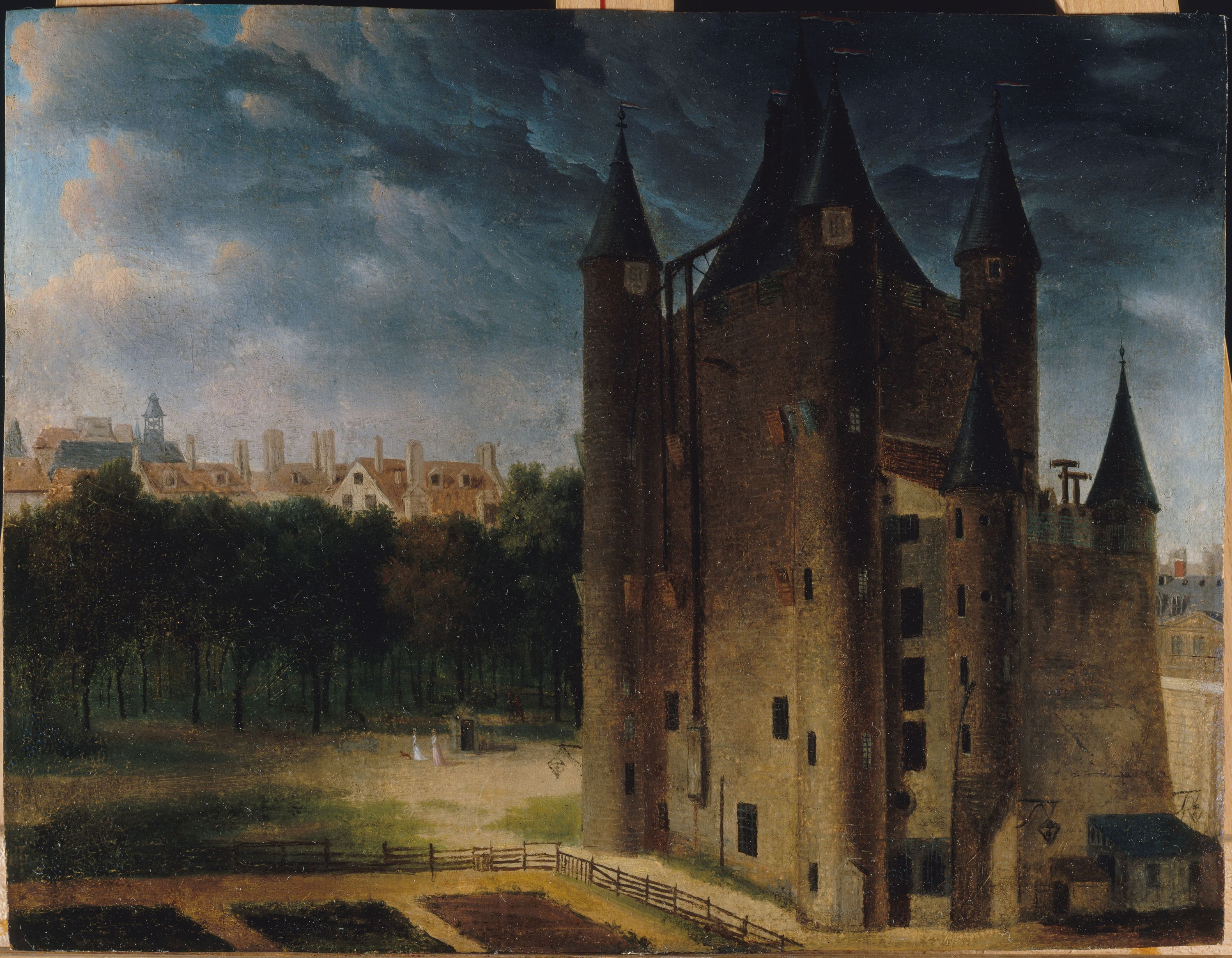
修道院の端にある大塔（1795年）

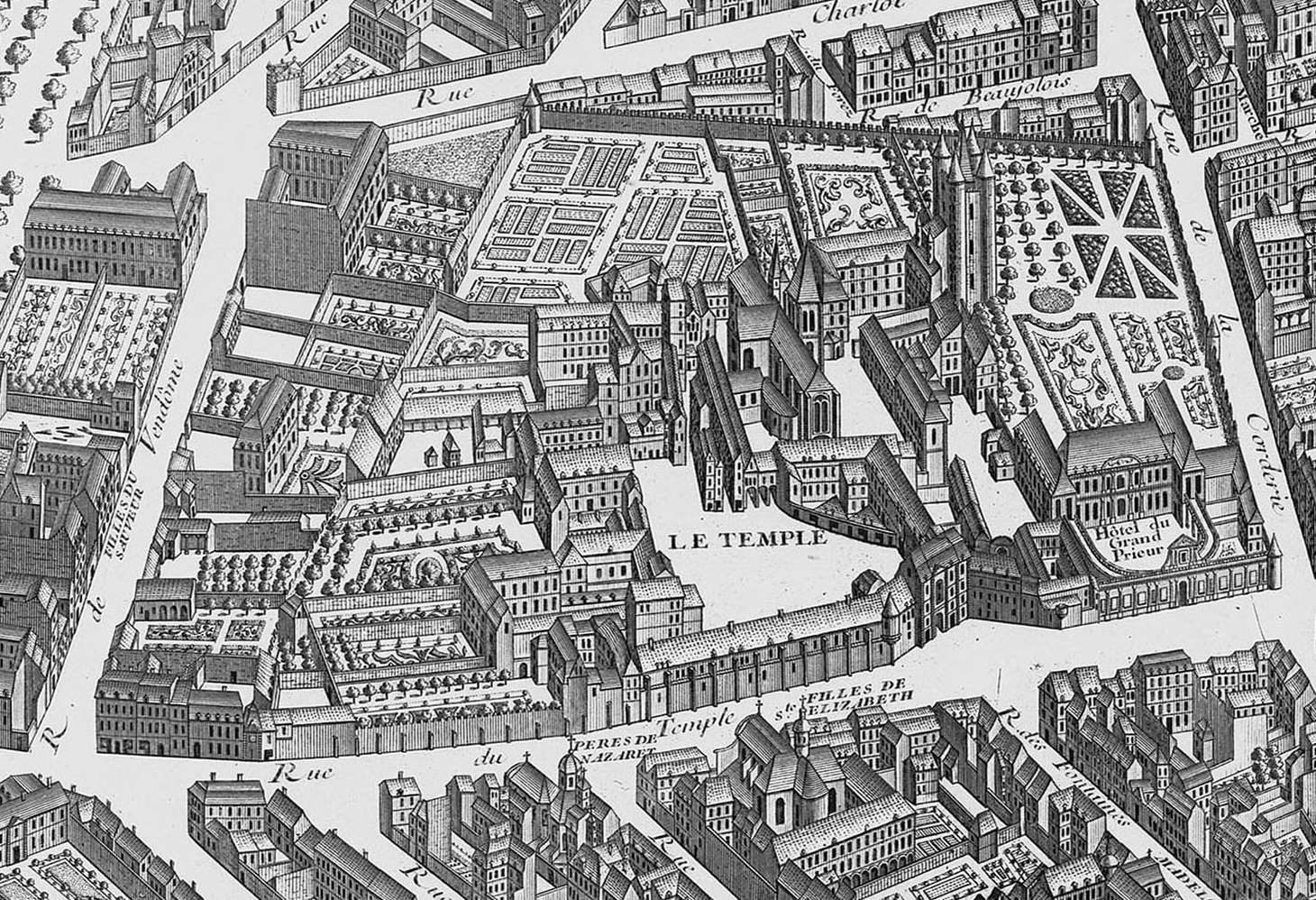
1734年のタンプル塔

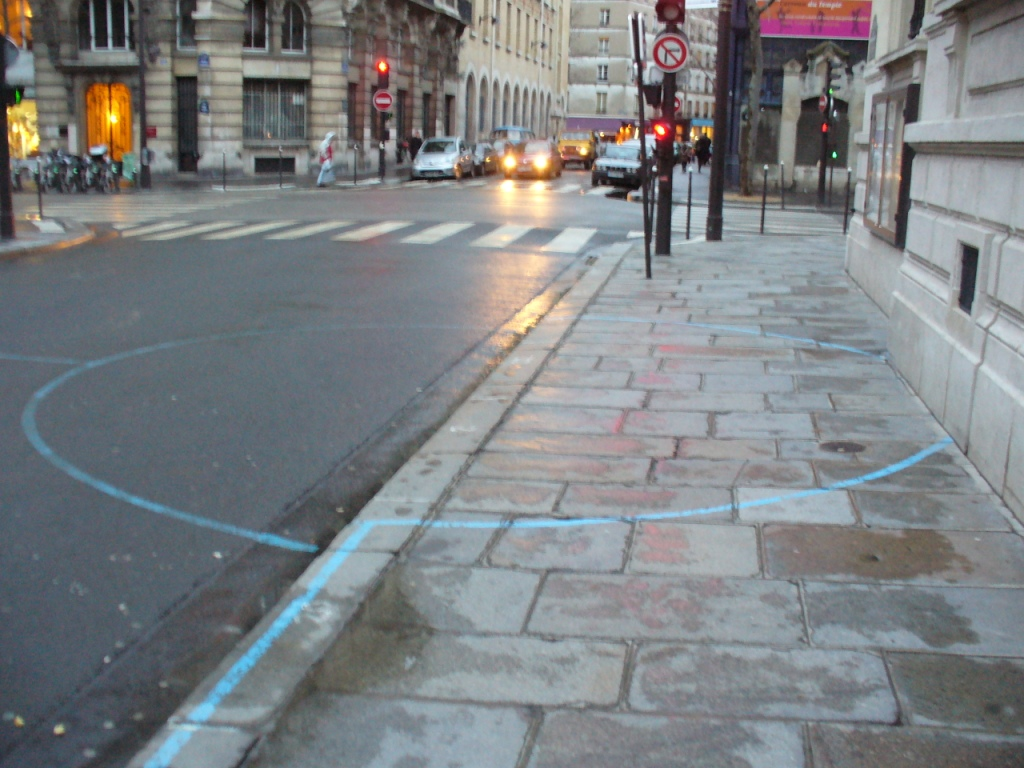
現在のタンプル塔跡

タンプル塔（タンプルとう, 仏: Tour du Temple）は、現在のフランス・パリ3区にあった修道院。複数の建造物で構成されるが、一際目立つ大塔があったために「塔」と表現される。フランス革命以後は、監獄として使用され、国王ルイ16世の一家が幽閉された場所でもある。

## 概要
12世紀のフランスでは国王をしのぐ金持ちと言われていた、テンプル騎士団（フランス語読みではタンプル騎士団）の本拠地であった。1312年にテンプル騎士団が廃止されると、この塔は聖ヨハネ慈善修道会に分与され、1776年に修道会の代表となったアングレーム公ルイ・アントワーヌの所有となる。公爵は当時1歳であったため、父であるアルトワ伯爵シャルル（後のシャルル10世）が管理した。バスティーユ牢獄が完成するまでは牢獄の役目をしていたこともある。
ちなみに若い頃、マリー・アントワネットのよき遊び相手であったアルトワ伯爵は、冬になるとこの塔へそり遊びに何度か訪れたという。
フランス革命後は修道会が廃止され、革命政府の所有物となった。バスティーユ牢獄は解体されたが、リュクサンブール宮殿などの施設とともに監獄として使用された。これはパリの従来の刑務所が満杯になったためである。タンプル塔は出入口が狭く、警備が容易であることから、要人の収監場所とされた。
1792年、8月10日事件の後は、議会はリュクサンブール宮殿に収監することを提案したが、蜂起コミューンにより、ルイ16世、王妃マリー・アントワネット、マリー・テレーズ王女、ルイ・シャルル王太子、王妹エリザベート王女は、より脱出が困難なタンプル塔へ幽閉されることになった。この際、壁紙とベッドカバーなどは当時の流行であったインド更紗に変更し、少々改修された。外が見えないよう、すべての窓は厚い布で覆われた。一時、この塔に収監されていたランバル公爵夫人の首が落とされた時には、わざわざそれを王妃に見せるために布が取り除かれた。
ルイ・シャルル王太子が1795年にタンプル塔の一室で亡くなり、翌年にマリー・テレーズ王女がフランス人捕虜と交換にオーストリアへ亡命してからは、その部屋はそのまま利用されることもなく放置された。
ほかの著名な囚人としては、1796年に収容されたサー・シドニー・スミスなどがいるが、彼はここから見事に脱出している。
帝政期、ナポレオン1世は旧時代のこの塔を忌み嫌い、1808年に取り壊しを命じた。現在はパリ3区の区役所と小さな公園(タンプル公園)になっており、当時のタンプル塔の形跡は何も残っていないが、わずかに通りの名前に名残がある。地下鉄3号線のタンプル駅はこれに由来する。